# Roland Suso Richter
Roland Suso Richter, né le 7 janvier 1961 à Marbourg, en Hesse, est un réalisateur, scénariste et producteur allemand.

## Filmographie

### Réalisateur
- 1982 : Überflüssig
- 1985 : Nur Frauen, kein Leben
- 1985 : Kolp
- 1990 : Alles Paletti
- 1992 : Frohes Fest, Lucie!
- 1992 : Freunde fürs Leben
- 1994 : Svens Geheiimnis
- 1994 : Alles außer Mord - Der Name der Nelke
- 1994 : Phantom - Das Die Jagd nach Dagobert
- 1994 : Polizeiruf 110
- 1995 : Risiko Null - Der Tod steht auf dem Speiseplan
- 1997 : Buddies - Leben auf der Überholspur
- 1997 : 14 Tage lebenslänglich
- 1998 : Die Bubi Scholz Story
- 1999 : Sara Amerika
- 1999 : Rien que la vérité (Nichts als die Wahrheit)
- 2000 : Eine Handvoll Gras
- 2001 : Le Tunnel
- 2003 : The I Inside
- 2003 : Memories
- 2004 : Sterne leuchten auch am Tag
- 2005 : Pas de ciel au-dessus de l'Afrique (Kein Himmel über Afrika)
- 2006 : Dresden (en)
- 2006 : Annas Albtraum
- 2008 : Une jeunesse berlinoise (Das Wunder Von Berlin)
- 2009 : Mogadiscio
- 2014 : Haute Trahison (Die Spiegel-Affäre) (TV)
- 2014 : Ein todsicherer Plan
- 2016 : Das Geheimnis der Hebamme (de), minisérie

### Scénariste
- 1985 : Kolp
- 1999 : Sara Amerika

### Producteur
- 1999 : Sara Amerika

## Récompenses

### Victoires
- 1996 : À l'Erich Kästner Children's TV Award, Svens Geheimnis a gagné le prix
- 1998 : Au Bavarian TV Awards, Die Bubi Scholz Story a gagné le prix principal
- 2001 : Au Bavarian TV Awards, Der Tunnel a gagné le prix principal
- 2001 : Au Cinekid Film Award, Eine Handvoll Gras a remporté le prix du film
- 2001 : Au German Television Awards, Der Tunnel a été élu Best Movie Made for Television or Miniseries
- 2001 : Au St. Louis International Film Festival, Der Tunnel a gagné Audience Choice Award et International Film Award
- 2001 : Au Coachella Valley Festival of Festivals, Der Tunnel a été élu Best Overall Film
- 2002 : À l'Ale Kino! - International Young Audience Film Festival, Eine Handvoll Gras a remporté le prix Golden Poznan Goat
- 2002 Au Castellinaria International Festival of Young Cinema, Eine Handvoll Gras a gagné le prix de bronze

### Nominations
- 1997 : Au German Film Awards, 14 Tage lebenslänglich a été nommé deux fois pour le Film Award in Gold
- 1999 : Au German Television Awards, Die Bubi Scholz Story a été nommé pour le Best Directing
- 1999 : Au Emden International Film Festival, Sara Amerika a été nommé pour le principal prix
- 1999 : Au Festival International du Film de Saint-Sébastien, Nichts als die Wahrheit a été nommé pour la Coquille d'or
- 2000 : Au Brussels International Film Festival, Nichts als die Wahrheit a été nommé pour la Crystal Star
- 2000 : Au Montréal World Film Festival, Eine Handvoll Gras a été nommé au Grand Prix des Amériques
- 2001 : Au Montréal World Film Festival, Der Tunnel a été nommé au Grand Prix des Amériques
- 2006 : Au German Television Awards, Dresden a été nommé au Best Directing